# Suolojaure (Arjeplogs socken, Lappland, 734483-152577)
Suolojaure är en sjö i Arjeplogs kommun i Lappland som ingår i Umeälvens huvudavrinningsområde. Sjön har en area på 0,932 kvadratkilometer och ligger 731,3 meter över havet. Suolojaure ligger i Laisälven Natura 2000-område. Vandringsleden Kungsleden passerar sjön.

## Delavrinningsområde
Suolojaure ingår i delavrinningsområde (734484-152464) som SMHI kallar för Utloppet av Suolojaure. Medelhöjden är 754 meter över havet och ytan är 6,24 kvadratkilometer. Det finns inga avrinningsområden uppströms utan avrinningsområdet är högsta punkten. Vattendraget som avvattnar avrinningsområdet har biflödesordning 6, vilket innebär att vattnet flödar genom totalt 6 vattendrag innan det når havet efter 446 kilometer. Avrinningsområdet består mestadels av skog (23 procent) och kalfjäll (55 procent). Avrinningsområdet har 1,35 kvadratkilometer vattenytor vilket ger det en sjöprocent på 21,6 procent.